# Lawrence Dobkin
Lawrence Dobkin (New York, 16 settembre 1919 – New York, 28 ottobre 2002) è stato un attore e regista statunitense.

## Biografia
Intraprese la propria carriera artistica quale attore di radiodrammi. Spesso accreditato come Larry Dobkin, fra i suoi primi ruoli per il cinema, da ricordare quello di Caleb nel film I dieci comandamenti (1956) di Cecil B. De Mille.
In seguito divenne sceneggiatore per alcuni programmi televisivi. Nel 1962 sposò Joanna Barnes e nel 1970 si risposò con Anna Collings, dalla quale ebbe due figlie.
Morì a New York nel 2002.

## Filmografia parziale

### Attore

#### Cinema
- Non abbandonarmi (Not Wanted), regia di Elmer Clifton (1949)
- Due ore ancora (D.O.A.), regia di Rudolph Maté (1950)
- Yvonne la francesina (Frenchie), regia di Louis King (1950)
- Giulio Cesare (Julius Caesar), regia di Joseph L. Mankiewicz (1953)
- Esploratori dell'infinito (Riders to the Stars), regia di Richard Carlson (1954)
- Il calice d'argento (The Silver Chalice), regia di Victor Saville (1954)
- L'inferno è a Dien Bien Fu (Jump Into Hell), regia di David Butler (1955)
- Bacio di fuoco (Kiss of Fire), regia di Joseph M. Newman (1955)
- Voi assassini (Illegal), regia di Lewis Allen (1955)
- I dieci comandamenti (The Ten Commandments), regia di Cecil B. DeMille (1956)
- La città del ricatto (Portland Exposé), regia di Harold D. Schuster (1957)
- Lungo il fiume rosso (Raiders of Old California), regia di Albert C. Gannaway (1957)
- La parete di fango (The Defiant Ones), regia di Stanley Kramer (1958)
- Eredità selvaggia (Wild Heritage), regia di Charles F. Haas (1958)
- Corruzione nella città (The Big Operator), regia di Charles F. Haas (1959)
- L'amore di una geisha (Tokyo After Dark), regia di Norman T. Herman (1959)
- Ritmo diabolico (The Gene Krupa Story), regia di Don Weis (1959)
- Geronimo! (Geronimo), regia di Arnold Laven (1962)
- Il gabinetto del Dr. Caligari (The Cabinet of Caligari), regia di Roger Kay (1962)
- Johnny Yuma, regia di Romolo Guerrieri (1966)
- Patton, generale d'acciaio (Patton), regia di Franklin J. Schaffner (1970)
- L'uomo di mezzanotte (The Midnight Man), regia di Roland Kibbee, Burt Lancaster (1974)

#### Televisione
- TV Reader's Digest – serie TV, episodio 1x18 (1955)
- Stage 7 – serie TV, episodio 1x16 (1955)
- Navy Log – serie TV, episodi 1x07-3x07 (1955-1957)
- Crossroads – serie TV, episodi 1x05-1x27-1x38 (1955-1956)
- Wire Service – serie TV, episodio 1x04 (1956)
- The 20th Century-Fox Hour – serie TV, episodio 2x04 (1956)
- Matinee Theatre – serie TV, 4 episodi (1956-1958)
- Men of Annapolis – serie TV, episodio 1x20 (1957)
- Panico (Panic!) – serie TV, episodio 1x12 (1957)
- Telephone Time – serie TV, episodi 2x34-3x16 (1957)
- Il tenente Ballinger (M Squad) – serie TV, episodio 1x06 (1957)
- Mr. Adams and Eve – serie TV, 4 episodi (1957-1958)
- Have Gun - Will Travel – serie TV, 3 episodi (1957-1962)
- Indirizzo permanente (77 Sunset Strip) – serie TV, 3 episodi (1958-1964)
- I detectives (The Detectives) – serie TV, episodio 1x05 (1959)
- General Electric Theater – serie TV, episodio 7x20 (1959)
- Man with a Camera – serie TV, episodio 2x01 (1959)
- Ricercato vivo o morto (Wanted: Dead or Alive) – serie TV, episodio 2x16 (1959)
- Westinghouse Desilu Playhouse – serie TV, episodi 1x25-2x15 (1959-1960)
- June Allyson Show (The DuPont Show with June Allyson) – serie TV, episodio 1x19 (1960)
- The Best of the Post – serie TV, episodio 1x02 (1960)
- Lo sceriffo indiano (Law of the Plainsman) – serie TV, episodio 1x19 (1960)
- La valle dell'oro (Klondike) – serie TV, episodio 1x15 (1961)
- Corruptors (Target: The Corruptors) – serie TV, episodi 1x08-1x23 (1961-1962)
- Carovana (Stagecoach West) – serie TV, episodio 1x26 (1961)
- Hawaiian Eye – serie TV, episodi 2x33-3x12 (1961)
- Hong Kong – serie TV, episodio 1x26 (1961)
- Gli uomini della prateria (Rawhide) – serie TV, 2 episodi (1961-1965)
- The Dick Powell Show – serie TV, episodi 1x22-2x30 (1962-1963)
- Avventure in paradiso (Adventures in Paradise) – serie TV, episodio 3x14 (1962)
- Sotto accusa (Arrest and Trial) – serie TV, episodio 1x03 (1963)
- Going My Way – serie TV, episodio 1x24 (1963)
- Squadra speciale anticrimine (The Felony Squad) – serie TV, episodio 1x30 (1967)
- Supercar (Knight Rider) – serie TV, episodio 1x01 (1982)

### Regia
- Lone star bar & grill (1983)

## Doppiatori italiani
- Bruno Persa in Voi assassini
- Sergio Graziani in Johnny Yuma